# Woodsburgh
Woodsburgh és una població dels Estats Units a l'estat de Nova York. Segons el cens del 2000 tenia 831 habitants.

## Demografia
Segons el cens del 2000, Woodsburgh tenia 831 habitants, 257 habitatges, i 224 famílies. La densitat de població era de 891,3 habitants per km².
Dels 257 habitatges en un 45,9% hi vivien nens de menys de 18 anys, en un 83,7% hi vivien parelles casades, en un 2,7% dones solteres, i en un 12,8% no eren unitats familiars. En el 12,1% dels habitatges hi vivien persones soles el 9,3% de les quals corresponia a persones de 65 anys o més que vivien soles. El nombre mitjà de persones vivint en cada habitatge era de 3,23 i el nombre mitjà de persones que vivien en cada família era de 3,5.
Per edats la població es repartia de la següent manera: un 33,1% tenia menys de 18 anys, un 5,9% entre 18 i 24, un 20,1% entre 25 i 44, un 28,3% de 45 a 60 i un 12,6% 65 anys o més.
L'edat mediana era de 41 anys. Per cada 100 dones de 18 o més anys hi havia 91,1 homes.
La renda mediana per habitatge era de 185.296 $ i la renda mediana per família de 189.227 $. Els homes tenien una renda mediana de 100.000 $ mentre que les dones 60.833 $. La renda per capita de la població era de 76.443 $. Cap de les famílies i el 0,4% de la població estaven per davall del llindar de pobresa.